# Philodromus lhasana
Philodromus lhasana là một loài nhện trong họ Philodromidae.
Loài này thuộc chi Philodromus. Philodromus lhasana được Hsen Hsu Hu miêu tả năm 2001.